# Triplophysa xiangxensis
Triplophysa xiangxensis là một loài cá vây tia thuộc họ Balitoridae. Loài này chỉ có ở Trung Quốc.